# Advocaat

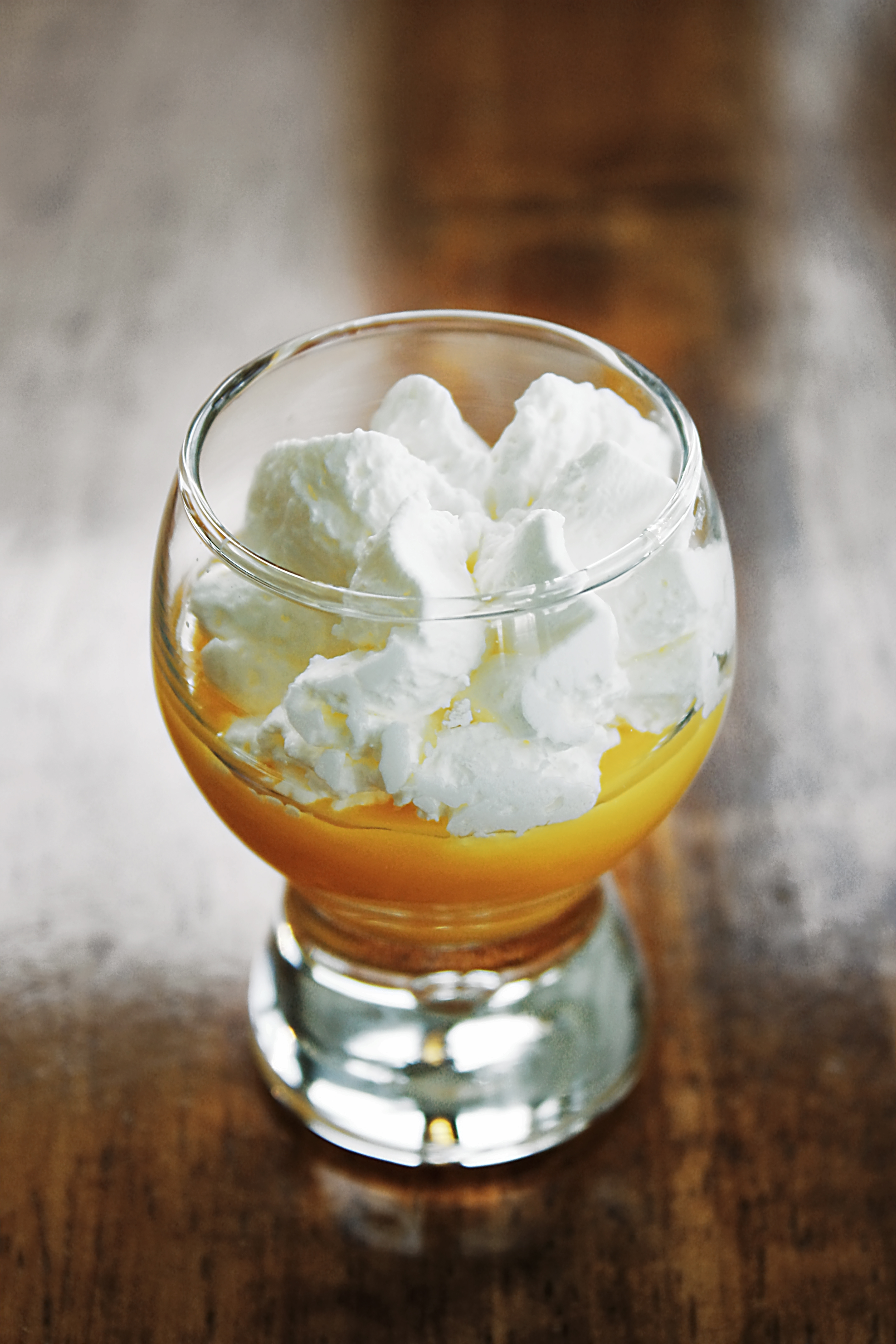
Liqueur d'advocaat surmontée de crème fouettée.

 (mars 2008).
L'advocaat est une liqueur onctueuse d'origine néerlandaise, faite de jaune d'œuf, de sucre et d'alcool. Il a un léger goût rappelant celui des amandes. Dans les pays anglophones, il contient généralement 15 % d'alcool, tandis qu'en Europe continentale ce taux varie selon les pays, souvent entre 14 et 20 %.
Outre le jaune d'œuf, l'alcool et le sucre, l'advocaat peut contenir du miel, de la vanille, de l'eau-de-vie et parfois de la crème fraîche (ou du lait concentré non sucré). Parmi les fabricants, on trouve Warners, Bols, Verpoorten, de Korenaer, Élixir d'Anvers, Warninks, De Kuyper, Dalkowski et Zwarte Kip.

## Types

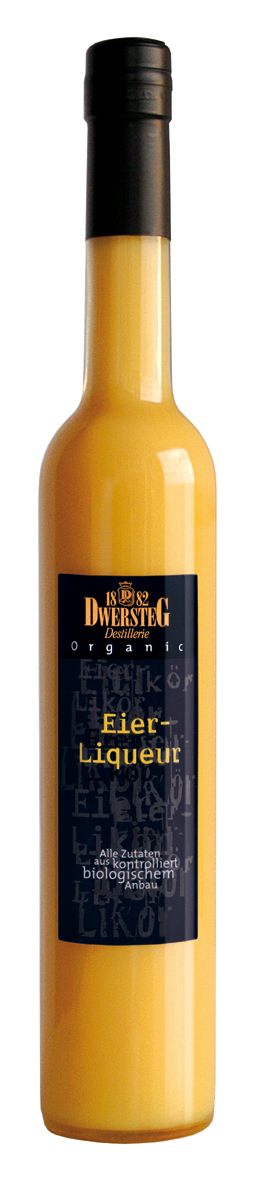
Bouteille d'advocaat.

Aux Pays-Bas et dans le Tyrol, on vend un advocaat épais, souvent consommé à la cuillère, tandis qu'une version plus liquide est réservée à l'exportation. Cet advocaat épais entre dans la composition de plusieurs desserts, notamment des glaces et des pâtisseries. Il est aussi servi en apéritif ou en digestif. Traditionnellement, on le sert avec de la crème fouettée saupoudrée de cacao.
La qualité d'exportation, plus liquide, est particulièrement bien adaptée à la fabrication de cocktails et de long drinks. Le cocktail le plus connu est le Snowball : un mélange d'advocaat, de limonade et parfois de jus de citron vert (facultatif). Une autre boisson courante à base d'advocaat est le bombardino, servi dans les stations de ski italiennes : c'est un mélange d'advocaat, de café noir et de whisky.

## Histoire
L'advocaat original était une liqueur créée par les Néerlandais du Suriname et de Recife avec des avocats. De retour aux Pays-Bas, où ce fruit n'était pas disponible, ils reconstituèrent une texture identique avec du jaune d'œuf épaissi. Le nom du fruit en nahuatl, ahuacatl, avait été transformé en espagnol en aguacate, puis en anglais en avocado et en néerlandais en advocaatpeer ou advocaat (par analogie avec la profession). De là, il se répandit dans les autres pays d'Europe. Le rompope de Puebla, au Mexique, est une liqueur très similaire, à base de jaune d'œuf et de vanille.